# 2Dfacto
2Dfacto（トゥ・ディファクト）は、電子書籍やオンライン書店の運営やサービスの提供に携わる大日本印刷の子会社。またかつて存在した電子書籍ストアの名称でもある。

## 沿革
NTTドコモと大日本印刷は2010年8月4日に電子書籍出版の企業を設立すると発表した。大日本印刷が2001年に立ち上げた「ウェブの書斎」の後継サイトとして2010年11月25日に開始した電子書籍販売サイト「honto」のプラットフォームを活用しての展開となり、2010年10月28日にドコモスマートフォンに向けの試験サービスを開始、文芸書を中心に約40万件ダウンロードされた。
なおNTTドコモは2002年10月から「M-Stage book」という名称で、Infogate経由でのパソコン・PDAのデータ通信ユーザーを対象に電子書籍配信サービスを提供していたが、2005年にサービスを終了していた。同サイトにおいても「ウェブの書斎」と同じXMDFフォーマットを採用していた。
2010年12月23日、NTTドコモ、大日本印刷、およびCHIグループの3社で株式会社トゥ・ディファクトが設立され、2011年1月12日にドコモスマートフォンを対象にした電子書籍ストア「2Dfacto」を通じて商用サービスを開始した。また、同日付でhontoの運営が大日本印刷からトゥ・ディファクトへ移管された。これによりhontoおよび2Dfacto（ドコモ端末におけるhonto）はドコモとDNPとのジョイントベンチャー事業として運営される。
2012年4月17日に、同年5月中旬にオンライン書店「ビーケーワン」と「honto」が統合することが発表された。ビーケーワンの運営は5月1日付けで図書館流通センターからトゥ・ディファクトに移管し、同年5月17日にhontoに統合された。それに伴いNTTドコモのスマートフォン向け電子書籍ストア「2Dfacto」の名称も「honto」に変更された。
2015年10月1日、携帯・スマートフォン向け電子コミック配信サイト「まんがこっち」および、携帯向け電子小説配信サイト「よみっち」、携帯向けグラビア配信サイト「お約束写真館」の運営が大日本印刷からトゥ・ディファクトに移管された。
2016年10月31日に株式会社ブクログのセルフパブリッシング事業「パブー」を譲受。その後、パブーは2019年9月30日で閉店する予定だったが、デザインエッグ株式会社に事業譲受された。
2018年5月8日、7月1日付けで、hontoの運営がトゥ・ディファクトから親会社の大日本印刷に変更されることが発表された。

## BOOKストア 2Dfacto
2011年1月12日よりドコモの携帯端末向けにサービスを開始した
利用には専用のAndroidアプリ「BOOKストア 2Dfacto」を使用する。同アプリの起動画面において「Powered by honto」と表示されるのはhontoのプラットフォームを使用しているためであり、コンテンツの購入・ダウンロードにはhontoにおけるアカウントの登録が必須である。
2011年6月より「マルチデバイス1コンテンツ」施策の実行により、事実上hontoサイトと購入コンテンツが共用化された。これにより、閲覧したい対応端末をhontoのアカウントに登録することにより（台数制限あり）、複数の異なる端末間（ドコモスマートフォン・au/ソフトバンクモバイルのAndroid端末・iPad・iPhone・PCビューワ）でダウンロードのうえ閲覧することが可能となった。これについてはhonto#対応端末参照のこと。
決済方法としては、hontoで取り扱うものに加え、2011年4月頃より2Dfactoアプリからのアクセスに限り、NTTドコモのspモードコンテンツ決済（ドコモ ケータイ払いのspモード版）にも対応している。
2012年5月17日にサービス名称が「2Dfacto」から「honto」に変更された。